# Baumgarten (Viena)
Baumgarten fue una ciudad independiente hasta finales del siglo XIX, hoy en día forma parte del Distrito XIV de Viena, Penzing. Se subdivide en Oberbaumgarten (al oeste, cerca de Hütteldorf) y Unterbaumgarten.

## Personaje ilustre
- Gustav Klimt, pintor.